# Aéroport Supadio
L'aéroport Supadio (code IATA : PNK • code OACI : WIOO) est un aéroport basé à Pontianak, la capitale de la province indonésienne de Kalimantan occidental.

## Histoire
L'aéroport fut construit dans les années 1940 sous le nom d'aéroport Sungai Durian, avant d'être renommé Supadio dans les années 1980. Une partie sert de base aérienne à l'Armée de l'air indonésienne.

### Annulation du changement de nom
Il a été prévu en 2006 de rebaptiser l'aéroport en "aéroport International Sultan Hamid II", d'après le sultan de Pontianak condamné en 1953 à dix ans de prison pour avoir pris le parti des Hollandais lors de la période dite de la « Revolusi ». Il n'y a pas eu de suite.

## Situation
| Banda Aceh Denpasar Pangkal · Pinang Tanjung · Pandan Djakarta-Soekarno-Hatta Bengkulu Solo Semarang Pangkalan · Bun Palangkaraya Sampit Palu Djakarta-Halim Perdanakusuma Samarinda Malang Surabaya Balikpapan Ende Kupang Komodo Gorontalo Jambi Bandar Lampung Ambon Tarakan Ternate Manado Gunung · Sitoli Medan Wamena Biak Merauke Timika Jayapura Pekanbaru Batam Tanjung · Pinang Bau-Bau Banjarmasin Makassar Palembang Bandung Pontianak Ketapang Bima Lombok Manokwari Sorong Padang Yogyakarta |

## Compagnies et destinations
| Compagnies        | Destinations |
| ----------------- | --- |
| AirAsia           | Kuala Lumpur, Kuching |
| Batik Air         | Djakarta-S.-Hatta |
| Citilink          | Batam-Hang Nadim, Djakarta-S.-Hatta, Surabaya-Juanda |
| Garuda Indonesia  | Djakarta-S.-Hatta |
| Indonesia AirAsia | Kuala Lumpur |
| Lion Air          | Balikpapan-Sultan-A.-M.-Sulaiman, Batam-Hang Nadim, Djakarta-S.-Hatta, Makassar-Sultan-Hasanuddin, Semarang-A. Yani, Surabaya-Juanda, Yogyakarta-International |
| NAM Air           | Banjarmasin-Syamsudin Noor, Ketapang, Putussibau, Sintang (en), Yogyakarta                                                                                     |
| Sriwijaya Air     | Djakarta-S.-Hatta |
| Wings Air         | Ketapang, Kuching, Putussibau, Surabaya-Juanda, |
| XpressAir         | Yogyakarta |

Édité le 18/01/2020

## Statistiques
Pour des raisons techniques, il est temporairement impossible d'afficher le graphique qui aurait dû être présenté ici.

Voir la requête brute et les sources sur Wikidata.

## Base aérienne
Supadio est également une base de l'armée de l'air indonésienne. Elle accueille le 1er escadron, actuellement équipé de BAe Hawk. Ils seront remplacés par les 12 Mirage 2000-5 d'occasion dont l'Indonésie a confirmé l'achat au Qatar.

## Accidents et incidents
- Le 19 janvier 1973, un Douglas C-47B PK-EHC de Trans Nusantara Airways s'écrase à l’atterrissage et fut détruit dans l'incendie qui s'ensuit. Les quatre personnes à bord ont pu sortir de l'appareil[3].
- Le 22 novembre 2004, Sri Hardono, le capitaine du vol 501 de Garuda Indonesia, un Boeing 737-500 allant de Pontianak à Jakarta, tomba brusquement malade juste après le décollage. Hardono demanda immédiatement la permission d’atterrir, et décéda quelques minutes après l'atterrissage. L'aéroport fut fermé pendant 40 minutes et n'engendra pas d'autres incidents[4].
- Le 2 novembre 2010, le vol 712 de la Lion Air, un Boeing 737-400 PK-LIQ, a dépassé la piste d'atterrissage, pour finir couché sur le ventre. Les 174 passagers et l'équipage ont pu être évacués sans grands blessés[5].
- Le 1er Juin 2012, un Boeing 737-400 de Sriwijaya Air dérape sur la piste lors d'une forte averse. Les dommages furent seulement matériels[6],[7].